# Sillaginopodys chondropus
Sillaginopodys chondropus  (лат.) — вид лучепёрых рыб семейства силаговых. Единственный представитель одноимённого рода Sillaginopodys. Распространены в Индо-Тихоокеанской области. Максимальная длина тела 35 см.

## Описание
Тело удлинённое, несколько сжато с боков, покрыто ктеноидной чешуёй. Высота тела составляет 15—16 % стандартной длины тела. Глаза умеренной величины, горизонтальный диаметр составляет 19—22% длины головы. На щеках 3—4 ряда циклоидной чешуи. Два спинных плавника разделены небольшим промежутком. В первом спинном плавнике 11—12 жёстких лучей (последний луч очень короткий), а во втором — один жёсткий и 20—21 мягких лучей. В длинном анальном плавнике два колючих и 22—23 мягких лучей. Первый луч брюшного плавника видоизменился в сжатую с боков, утолщенную, клубнеобразную структуру, которая перекрывает редуцированные колючие лучи брюшного плавника. Хвостовой плавник выемчатый. В боковой линии 66—73 чешуек. Позвонков 35, из них 12—13 брюшных и 22—23 хвостовых. Плавательный пузырь редуцирован, представляет собой нефункциональную структуру; в передней части сильно уплощён, начинается сразу за осевыми позвонками, затем довольно резко сужается до тонкой нити и заканчивается у девятого брюшного позвонка. На вентральной стороне плавательного пузыря нет трубчатого выступа.
Максимальная длина тела 35 см.

## Ареал и места обитания
Широко распространены в прибрежных водах Индо-Тихоокеанской области от юга Африки до Персидского залива и далее на восток (Пакистан, Индия, Мьянма, Индонезия, Новая Гвинея, Таиланд, Филиппины и Тайвань). Не обнаружены у берегов юга Новой Гвинеи и Австралии. Морские придонные рыбы. Обитают на мелководье на глубине от 0 до 5 м.